# Seleção Saudita de Futebol Sub-20
A Seleção Saudita de Futebol Sub-20, também conhecida por Arábia Saudita Sub-20, é a seleção saudita de futebol formada por jogadores com idade inferior a 20 anos.